# Eros i Psyche
Eros i Psyche – dramat autorstwa Jerzego Żuławskiego, wydany w 1904 we Lwowie. W tym samym roku wystawiany w krakowskich i lwowskich teatrach.
Utwór składa się z 7 części, których akcja rozgrywa się na przestrzeni kilkunastu wieków, poczynając od starożytności. Opowiada o walce duszy, którą symbolizuje Psyche, z materią, przedstawioną w postaci Blaksa. Zamiarem autora było ukazanie znaczenia idei w dziejach ludzkości. Utwór wielokrotnie wystawiany, cieszący się zainteresowaniem publiczności, nie zdobył uznania krytyków, którzy zarzucali mu płytkość.
Ludomir Różycki przerobił dramat na libretto, do którego skomponował operę pod tym samym tytułem.